# Comuna Hmelivka, Krasnopillea
Hmelivka (în ucraineană Хмелівка) este o comună în raionul Krasnopillea, regiunea Sumî, Ucraina, formată din satele Hmelivka (reședința), Lozove, Vesele și Vîdnivka.

## Demografie
Componența lingvistică a comunei Hmelivka
     Ucraineană (94,36%)
     Rusă (5,14%)
Conform recensământului din 2001, majoritatea populației comunei Hmelivka era vorbitoare de ucraineană (94,36%), existând în minoritate și vorbitori de rusă (5,14%).